# 托博尔河
托博尔河（羅馬化：Tobol），额尔齐斯河西岸主要支流之一，源出哈萨克斯坦境内的图尔盖高原，向东北流入俄罗斯境内，在托博尔斯克附近注入额尔齐斯河，全长1591公里，流域面积42.6万平方公里。